# Huvilasaari (ö i Södra Savolax)
Huvilasaari är en ö i Finland. Den ligger i sjön Puula och i kommunen Hirvensalmi i den ekonomiska regionen  S:t Michel och landskapet Södra Savolax, i den södra delen av landet, 200 km nordost om huvudstaden Helsingfors. Öns area är 4,8 hektar och dess största längd är 430 meter i nord-sydlig riktning.